# Historisk-topografisk Selskab for Lyngby-Taarbæk Kommune
Historisk-topografisk Selskab for Lyngby-Taarbæk Kommune er en lokalhistorisk forening i Lyngby-Taarbæk Kommune.
Foreningen blev stiftet i 1927 og har omkring 900 medlemmer. Den organiserer cirka 8 foredrag årligt og udgiver den lokalhistoriske årbog Lyngby-Bogen og andre bøger med emner såsom Lyngby Hovedgade, Lyngby Kirke og Sophienholm.
Forfatterinden Gyrithe Lemche var en af initiativtagere til selskabet.